# Bruno Parisi
Bruno Parisi (Taio, 6 giugno 1884 – Roveré della Luna, 26 gennaio 1957) è stato uno zoologo italiano.

## Biografia
Nato in una località al tempo parte della Contea del Tirolo nell'Impero austro-ungarico, iniziò gli studi universitari presso l'Università di Innsbruck. Unitosi ai moti studenteschi del 1904 per ottenere l'istituzione di un'università in lingua italiana a Triestre, fu arrestato, condannato a tre mesi di reclusione e bandito da tutte le università dell'Impero.
Trasferitosi a Torino, si laureò in scienze naturali nel 1908. Nel 1910 divenne assistente al dipartimento di zoologia del Museo di storia naturale di Milano. Divenne direttore del dipartimento nel 1921 e direttore del museo nel 1928, carica che mantenne fino al 1951 quando andò in pensione. Dal 1944 al 1951 è stato anche presidente della Società italiana di scienze naturali.
Gli ultimi anni della sua funzione da direttore museale furono concentrati sulla ricostruzione dell'istituto dopo la distruzione bellica.

## Studi
Studiò un'ampia collezione di decapodi giapponesi che il museo aveva acquistato dal mercante e naturalista amatoriale britannico Alan Owston che gli permise di descrivere 23 nuovi taxa di decapodi in una serie di pubblicazioni uscite tra il 1914 e il 1919. Individuò inoltre ulteriori 7 taxa di decapodi del Mar Mediterraneo e di altre aree.
I bombardamenti aerei della seconda guerra mondiale su Milano danneggiarano in maniera significativa il museo causando, tra le altre cose, la perdita di quasi la totalità dei campioni e degli originali dei lavori di Parisi: si salvarano unicamente alcune raccolte di decapodi della zona bentonica del Mar Rosso e uno studio sulle canocchie, tutto frutto di una spedizione del 1923-1924.

## Riconoscimenti
Nel 1924 lo zoologo italiano Oscar de Beaux lo ha onorato attribuendone il nome a una specie di pippistrello, il Nycteris parisii.
Nel 1956 lo zoologo olandese Lipke Holthuis gli ha dedicato un genere di decapodi del Madagascar, il Parisia.